# Yūto Horigome (Fußballspieler)
Yūto Horigome (jap. 堀米 悠斗, Horigome Yūto; * 9. September 1994 in Sapporo, Präfektur Hokkaidō) ist ein japanischer Fußballspieler. 

## Karriere
Yūto Horigome erlernte das Fußballspielen in der Jugendmannschaft von Hokkaido Consadole Sapporo. Hier unterschrieb er 2013 auch seinen ersten Profivertrag. Der Club aus Sapporo spielte in der zweithöchsten Liga des Landes, der J2 League. 2014 wurde er an den Fukushima United FC aus Fukushima ausgeliehen. Für den Club spielte er 18-mal in der dritten Liga, der J3 League. 2015 kehrte er nach der Ausleihe zu Sapporo zurück. 2016 wurde er mit Sapporo Meister der zweiten Liga und stieg in die erste Liga auf. Nach dem Aufstieg verließ er Sapporo und schloss sich 2017 dem Erstligisten Albirex Niigata aus Niigata an. Ende 2018 musste er mit Niigata den Weg in die Zweitklassigkeit antreten. Am Ende der Saison 2022 feierte er mit Albirex die Meisterschaft und den Aufstieg in die erste Liga.

## Erfolge
Hokkaido Consadole Sapporo
- Japanischer Zweitligameister: 2016  ▲

Albirex Niigata
- Japanischer Zweitligameister: 2022  ▲